# Porto Grande (Malta)
Il Porto Grande (in maltese il-Port il-Kbir, in inglese Grand Harbour) è un porto naturale dell'isola di Malta. Esso fu utilizzato fin dai tempi dei Fenici. È stato grandemente migliorato con ampie darsene e banchine, ed è stato massicciamente fortificato.

## Descrizione
L'imboccatura del porto è rivolta a nord-est ed è confina a nord con punta Sant'Elmo ed è ulteriormente riparata da un molo isolato, mentre a sud è ristretta dal promontorio di Punta Ricasoli. La sua riva nordoccidentale è formata dalla penisola di Scebarra, in gran parte occupata dalle città de La Valletta e Floriana. Questa penisola divide anche il Porto Grande da un secondo porto naturale ad esso parallelo, il Porto di Marsamuscetto.
La principale linea d'acqua del Porto Grande si addentra nell'isola quasi fino a Marsa. La riva sudorientale del porto è formata da un numero di insenature principalmente quelle di Rinella, Calcara, dei Cantieri Navali e Francese, e da promontori sui quali si sono sviluppati gli agglomerati di Calcara e delle cosiddette Tre Città: Cospicua, Vittoriosa e Senglea.
Con il vicino porto di Marsamuscetto, il Porto Grande si trova al centro di un'estensione di terra leggermente digradante. Lo sviluppo edilizio si è esteso tutt'intorno ai due porti gemelli e sui declivi, cosicché l'intero anfiteatro è una vera e propria conurbazione.
Gran parte della popolazione maltese vive entro tre chilometri da Floriana ed è ora una delle aree più densamente popolate d'Europa.

### Immagini dell'area

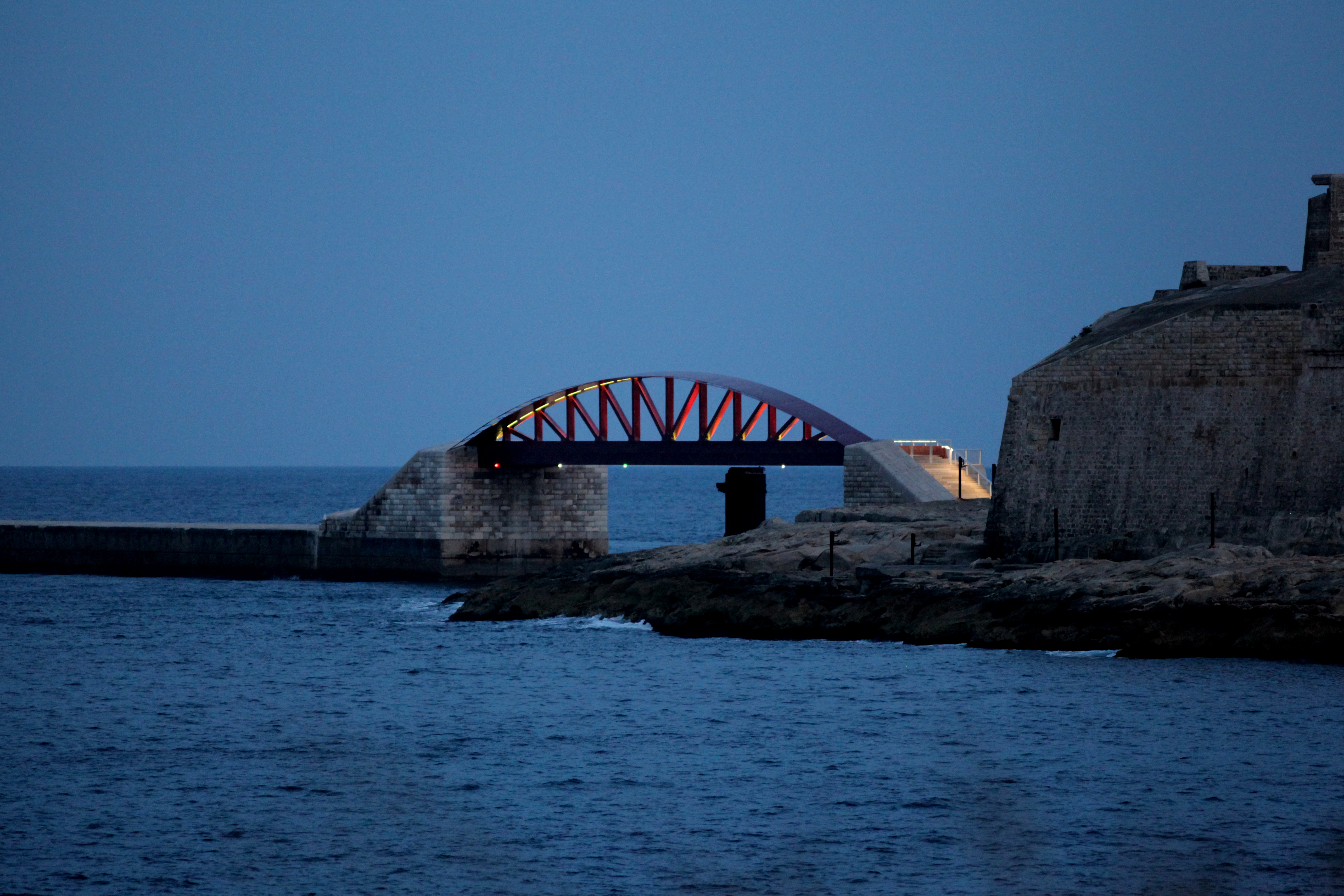
Ponte di Sant'Elmo
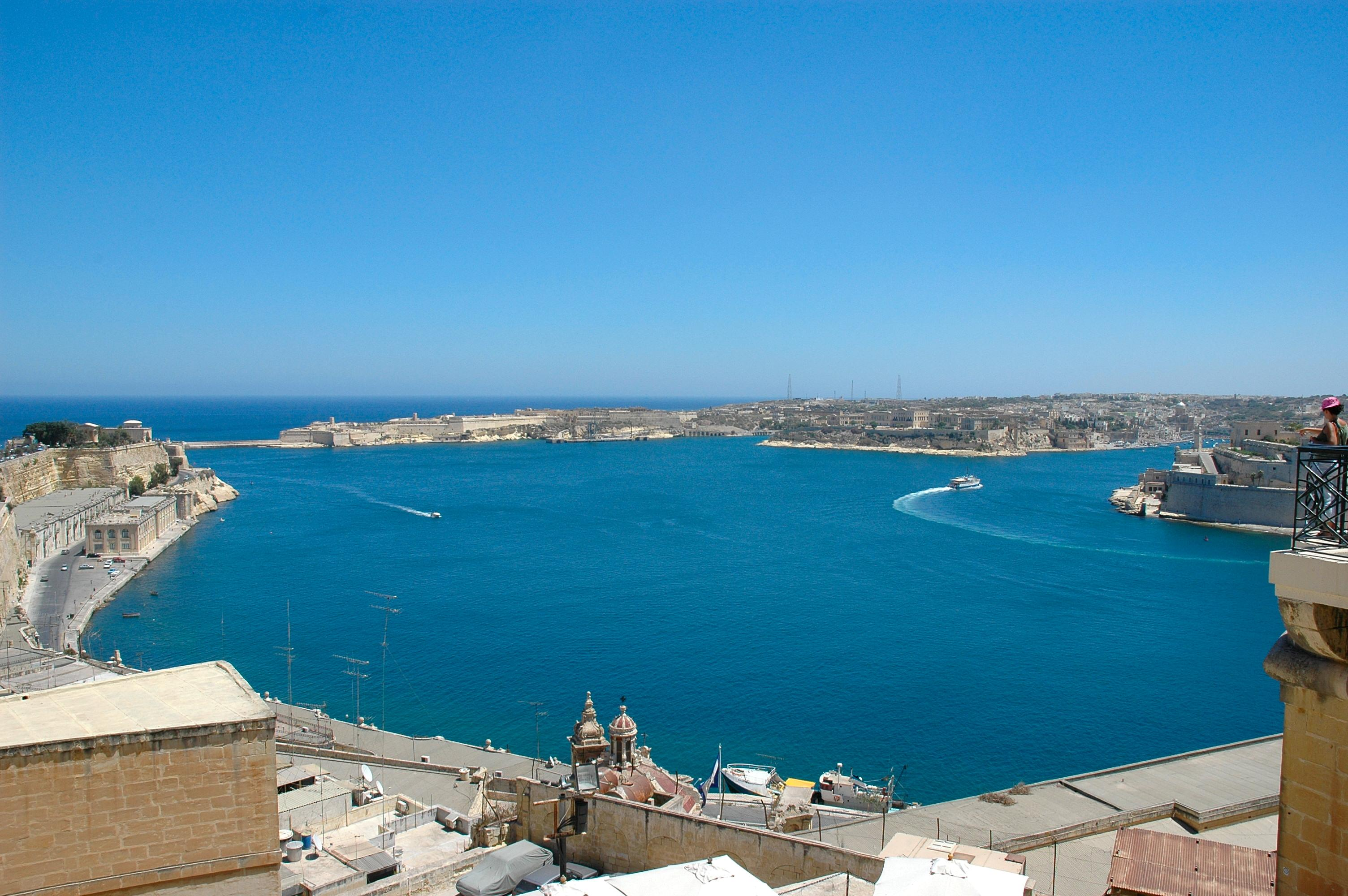
Veduta sul mare
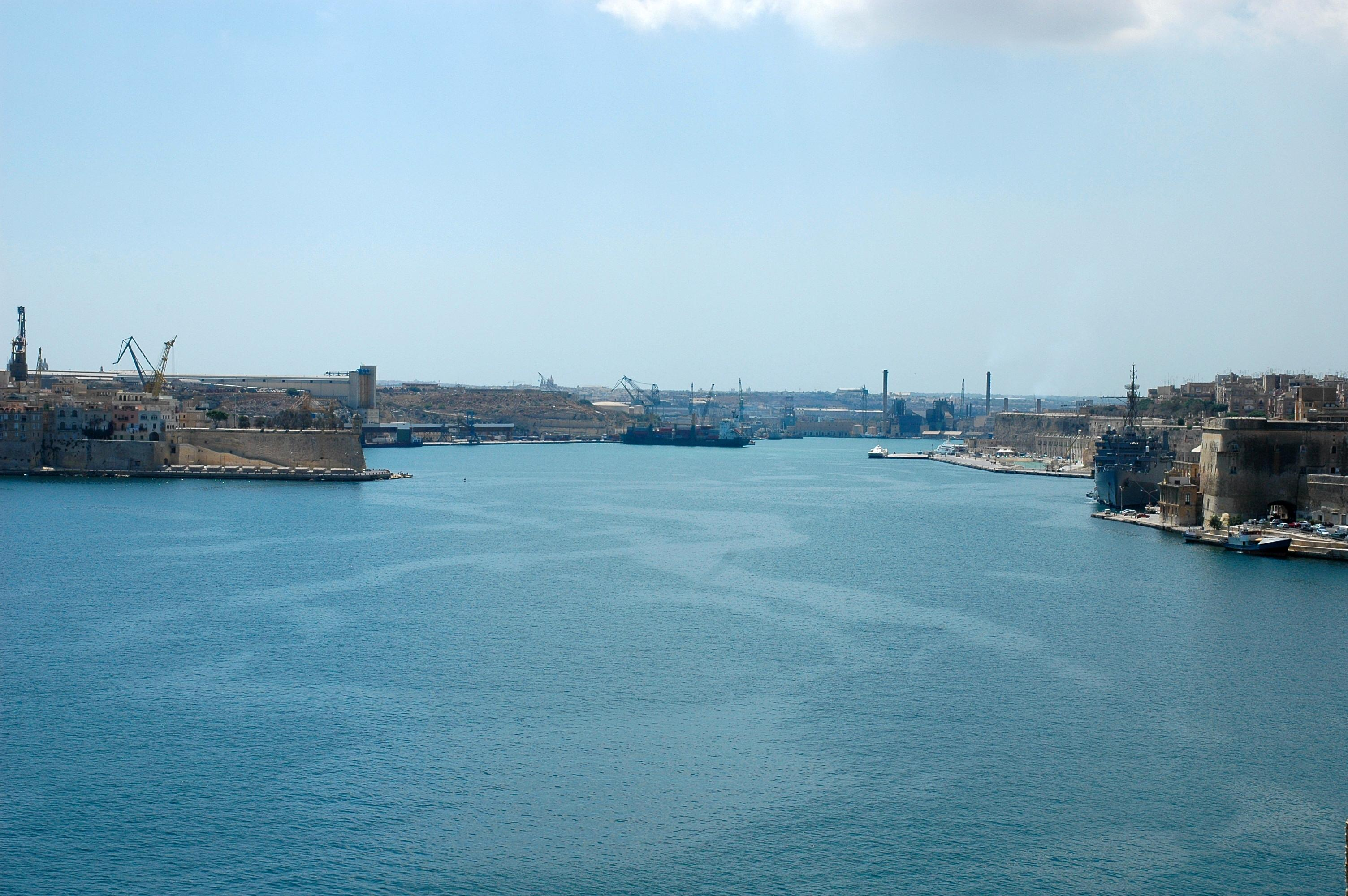
Veduta del Porto dagli Upper Barrakka Gardens
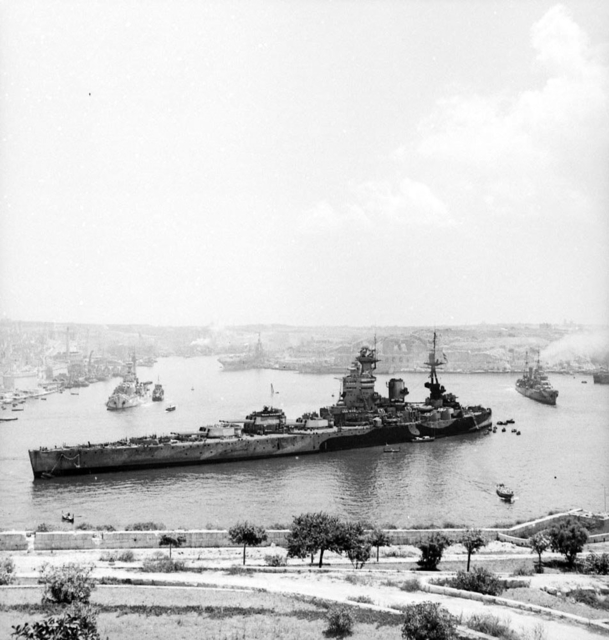
La HMS Rodney nel Porto Grande ai tempi dello sbarco in Sicilia

## Storia
Il Grande Porto fu la base navale dei Cavalieri Ospitalieri per 268 anni e, dopo la loro partenza da Malta, divenne una base strategica dell'Impero britannico per i successivi 170 anni. In questo luogo, a metà del XVI secolo, una terribile tromba d'aria uccise oltre 600 persone e distrusse un'armata navale e fu il teatro di guerra di gran parte dei combattimenti durante l'assedio di Malta del 1565, quando l'Impero ottomano cercò di cacciare dall'isola i Cavalieri Ospitalieri.
Durante la seconda guerra mondiale l'intera area venne duramente bombardata da parte delle forze dell'Asse per distruggere banchine ed altre installazioni militari, azioni che ebbero come conseguenze collaterali, danni ai centri abitati della Valletta e delle Tre Città, con morti e feriti fra la popolazione civile. I bacini ed i cantieri navali di Malta sono ancora attivi, ma dopo la partenza delle Forze armate britanniche, avvenuta nel 1979, il porto ha perso gran parte della sua importanza militare.